# Ерундопель
«Ерундо́пель» (от ерунда + фр. pêle-mêle — досл. лопата+мешать, перен. мешанина, неразбериха) — закусочный салат из икры, рыбы и овощей. Впервые упомянут русским писателем Петром Боборыкиным в романе «Китай-город» (1882). Согласно Боборыкину, изобретателем салата является некий «литературный генерал» из Петербурга.

## Рецептура
Известный бытописатель Пётр Боборыкин в романе «Китай-город» приводит следующий рецепт «ерундопеля»:

— А вот вашей милости дожидались. Ерундопель соорудить надо.
— Ерундопель? — спросил удивлённо Пирожков.
— Не разумеете? — спросил Шурочка. — Это драгоценное снадобье… Вот извольте прислушать, как я буду заказывать.
Он обратился к половому, упёр одну руку в бок, а другой начал выразительно поводить.
— Икры салфеточной четверть фунта, масла прованского, уксусу, горчицы, лучку накрошить, сардинки четыре очистить, свежий огурец и пять варёных картофелин — счётом. Живо!..
Половой удалился.
— Ерундопель, — продолжал распорядитель, — выдумка привозная, кажется из Питера, и какой-то литературный генерал его выдумал. После ерундопеля соорудим лампопо моего изобретения.
— П. Д. Боборыкин, «Китай-город», 1882
Слово «ерундопель» вошло в русский язык (как и некоторые другие слова, изобретённые или введённые в широкий оборот Боборыкиным, например, «интеллигенция» или имя Василий Тёркин), а салат — в кулинарию; салат с таким названием и поныне можно встретить в поваренных книгах. Рецептура его может различаться, неизменным остаётся наличие рыбы (а также иногда икры), овощей, приправ, и общая предназначенность блюда — как закуски к алкогольным напиткам, прежде всего к водке.

## В культуре
Слово «ерундопель» также употребляют в переносном значении как «путаница», «неразбериха», «ералаш».
Слово «ерундопель» дало название салонной игре, участникам которой требуется угадать значение редкоупотребительного слова из трёх предложенных вариантов, используется при обучении школьников «редким словам» — устаревшим или специальным.
Сборник рассказов Татьяны Михайловской называется «Ерундопель и другие».